# Стара Весь (Александровський повіт)
Стара Весь (пол. Stara Wieś) — село в Польщі, у гміні Александрув-Куявський Александровського повіту Куявсько-Поморського воєводства.
У 1975-1998 роках село належало до Влоцлавського воєводства.